# 岡本圭治
岡本 圭治（おかもと けいじ、1967年7月9日 - ）は、岡山県赤磐郡山陽町（現：赤磐市）出身の元プロ野球選手。

## 経歴
小学生の時にソフトボールの選手となり、中学生の時に野球を始める。
岡山東商業高から近畿大学に進み、100m11秒という俊足が売りのスイッチヒッターとして活躍。3、4年次は大学選手権連覇を経験。1989年には関西学生野球秋季リーグのベストナインに選出。チームの明治神宮大会優勝に貢献し、日米大学野球代表にも名を連ねた。同期にエースの酒井光次郎、内匠政博がいた。
1989年のプロ野球ドラフト会議において阪神タイガースに2位で指名され入団。契約金5500万円・年俸600万円（金額は推定）と決まった。入団発表の席では同期入団の新庄剛志に脚力を認められるシーンもあったが、非力な打撃に加え故障がちな体質なため、プロの世界では伸び悩んだ。
1993年に一軍初出場を果たし同年は98試合に出場するも、翌1994年には元来弱かった肩を壊し、シーズン終了後に退団。現役を引退した。

## 詳細情報

### 年度別打撃成績
| 年 度     | 球 団     | 試 合 | 打 席 | 打 数 | 得 点 | 安 打 | 二 塁 打 | 三 塁 打 | 本 塁 打 | 塁 打 | 打 点 | 盗 塁 | 盗 塁 死 | 犠 打 | 犠 飛 | 四 球 | 敬 遠 | 死 球 | 三 振 | 併 殺 打 | 打 率 | 出 塁 率 | 長 打 率 | O P S |
| --------- | --------- | ----- | ----- | ----- | ----- | ----- | -------- | -------- | -------- | ----- | ----- | ----- | -------- | ----- | ----- | ----- | ----- | ----- | ----- | -------- | ----- | -------- | -------- | ----- |
| 1993      | 阪神      | 98    | 180   | 156   | 24    | 32    | 2        | 2        | 2        | 44    | 9     | 2     | 5        | 7     | 2     | 14    | 0     | 1     | 33    | 0        | .205  | .272     | .282     | .554  |
| 1994      | 阪神      | 74    | 85    | 72    | 14    | 13    | 3        | 0        | 0        | 16    | 2     | 3     | 0        | 2     | 0     | 10    | 0     | 1     | 13    | 2        | .181  | .289     | .222     | .511  |
| 通算：2年 | 通算：2年 | 172   | 265   | 228   | 38    | 45    | 5        | 2        | 2        | 60    | 11    | 5     | 5        | 9     | 2     | 24    | 0     | 2     | 46    | 2        | .197  | .277     | .263     | .540  |

### 記録
- 初出場：1993年4月10日、対中日ドラゴンズ1回戦（阪神甲子園球場）、9回表に木戸克彦の代打として出場
- 初打席：同上、9回表に森田幸一の前に凡退
- 初安打・初打点：1993年4月14日、対ヤクルトスワローズ2回戦（阪神甲子園球場）、7回裏に木戸克彦の代打として出場、高津臣吾から適時打
- 初先発出場：1993年5月1日、対広島東洋カープ2回戦（広島市民球場）、2番・二塁手として先発出場
- 初本塁打：1993年6月24日、対中日ドラゴンズ12回戦（ナゴヤ球場）、8回表に御子柴進の代打として出場、今中慎二からソロ

### 背番号
- 9 （1990年 - 1994年）